# بابک (فیلم)
بابک (ترکی آذربایجانی: Babək) یک فیلم تاریخی است که در سال ۱۹۷۹ منتشر شد.
این فیلم توسط آذربایجان فیلم، یک شرکت فیلم آذربایجانی، در دوران اتحاد جماهیر شوروی تولید شده است. موضوع فیلم در مورد بابک خرمدین رهبر ایرانی(اهل آذربایجان) جنبش سرخ جامگان که بر ضد خلافت عباسیان قیام کرد و با بغای کبیر سردار ترک نبرد کرد. سازندگان فیلم برخلاف اصالت ترکی آذربایجانی بودن خود، برای مواقعی که بابک دیالوگ می‌گوید را از زبان تالشی شمالی وام گرفته اند.